# Kloster Schöntal

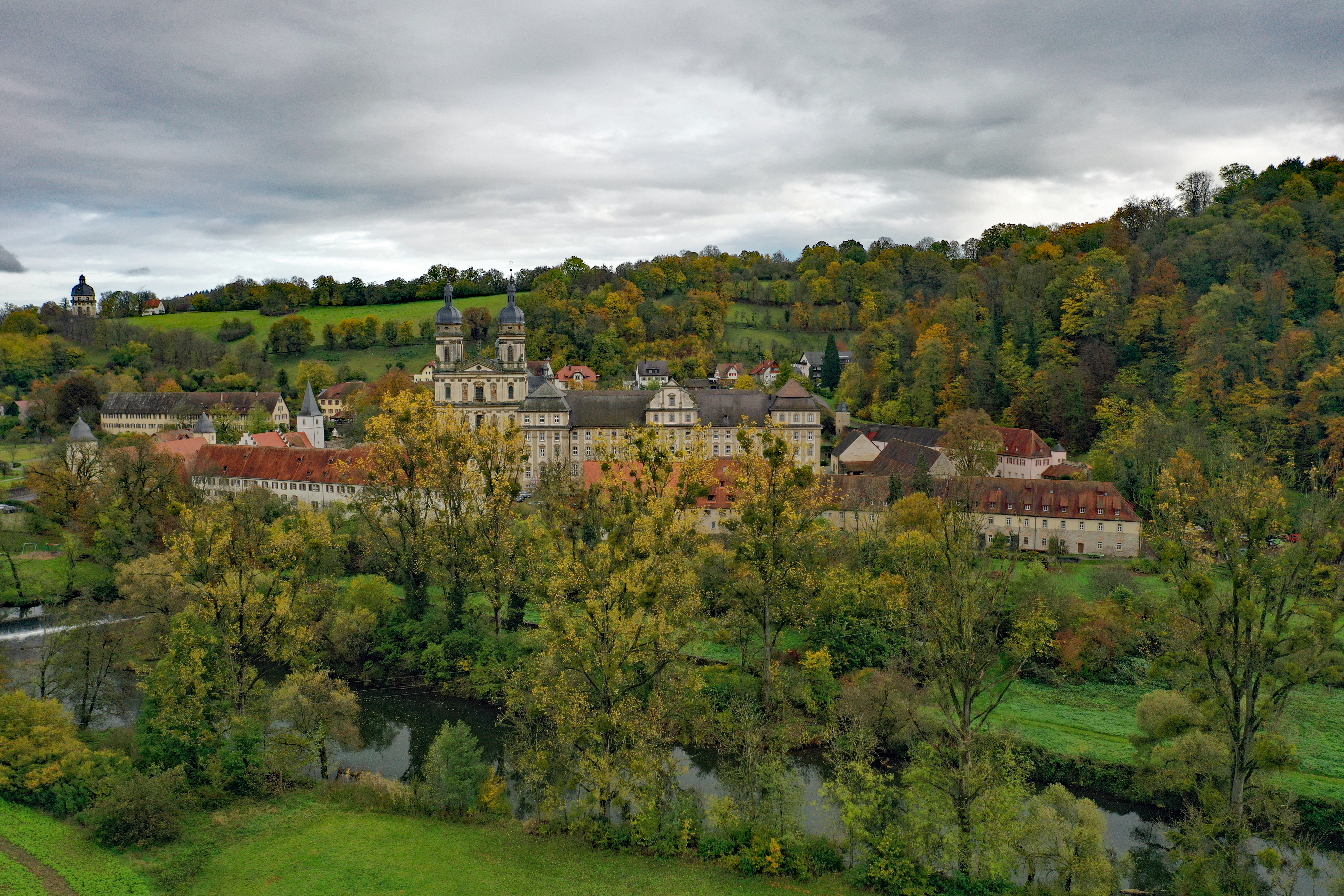
Luftbild der gesamten Klosteranlage

Das Kloster Schöntal (lat. Abbatia Speciosae Vallis) an der Jagst ist eine ehemalige Zisterzienserabtei mit einer kunstvollen Barockkirche. Die Klosteranlage bildet mit den umliegenden Wohnhäusern den Ortsteil Kloster Schöntal der Gemeinde Schöntal in Baden-Württemberg. Der Ritter Götz von Berlichingen ist im Kloster bestattet.

## Geschichte

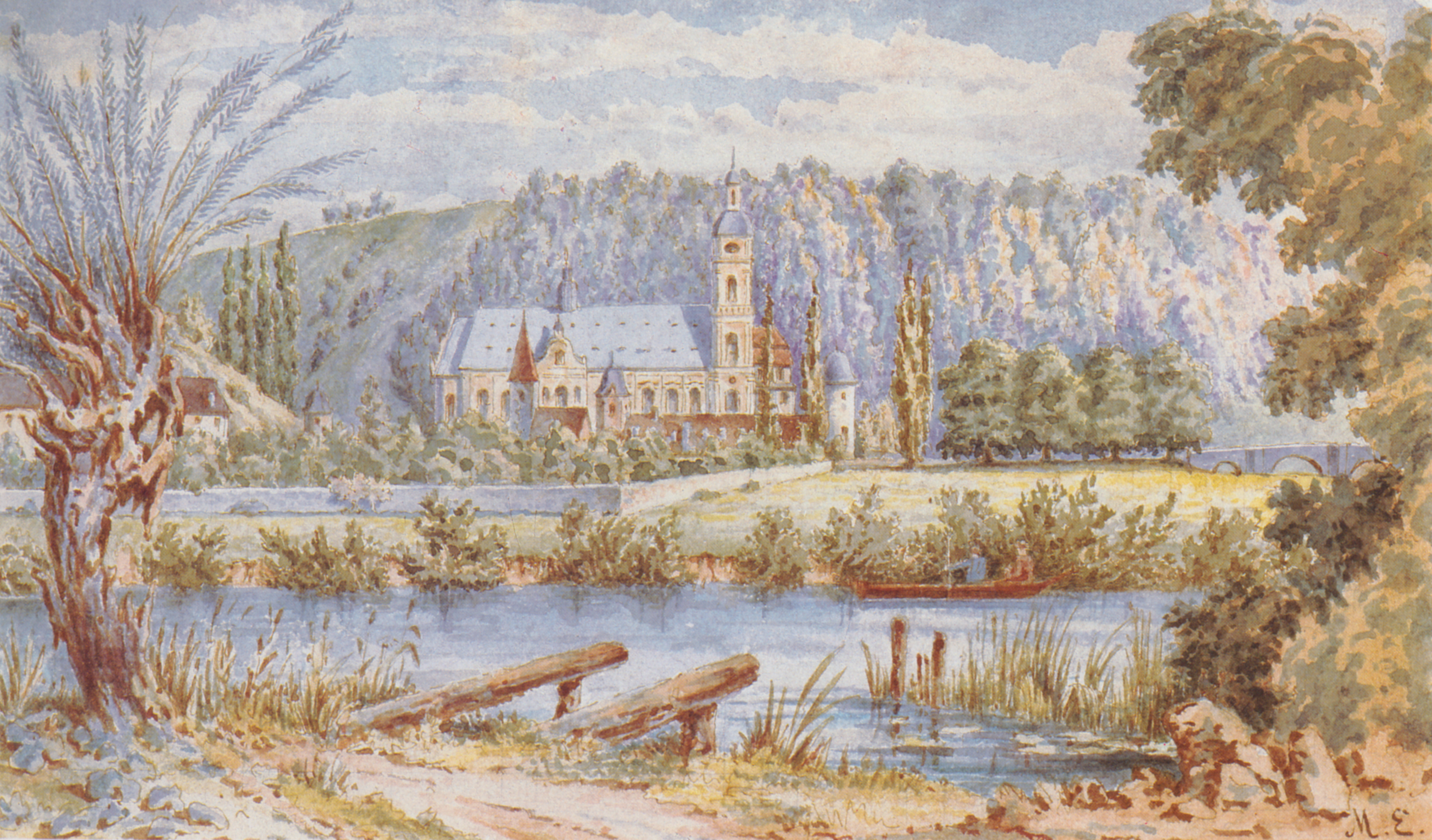
Kloster Schöntal (1856, Zeichnung von Max Eyth)

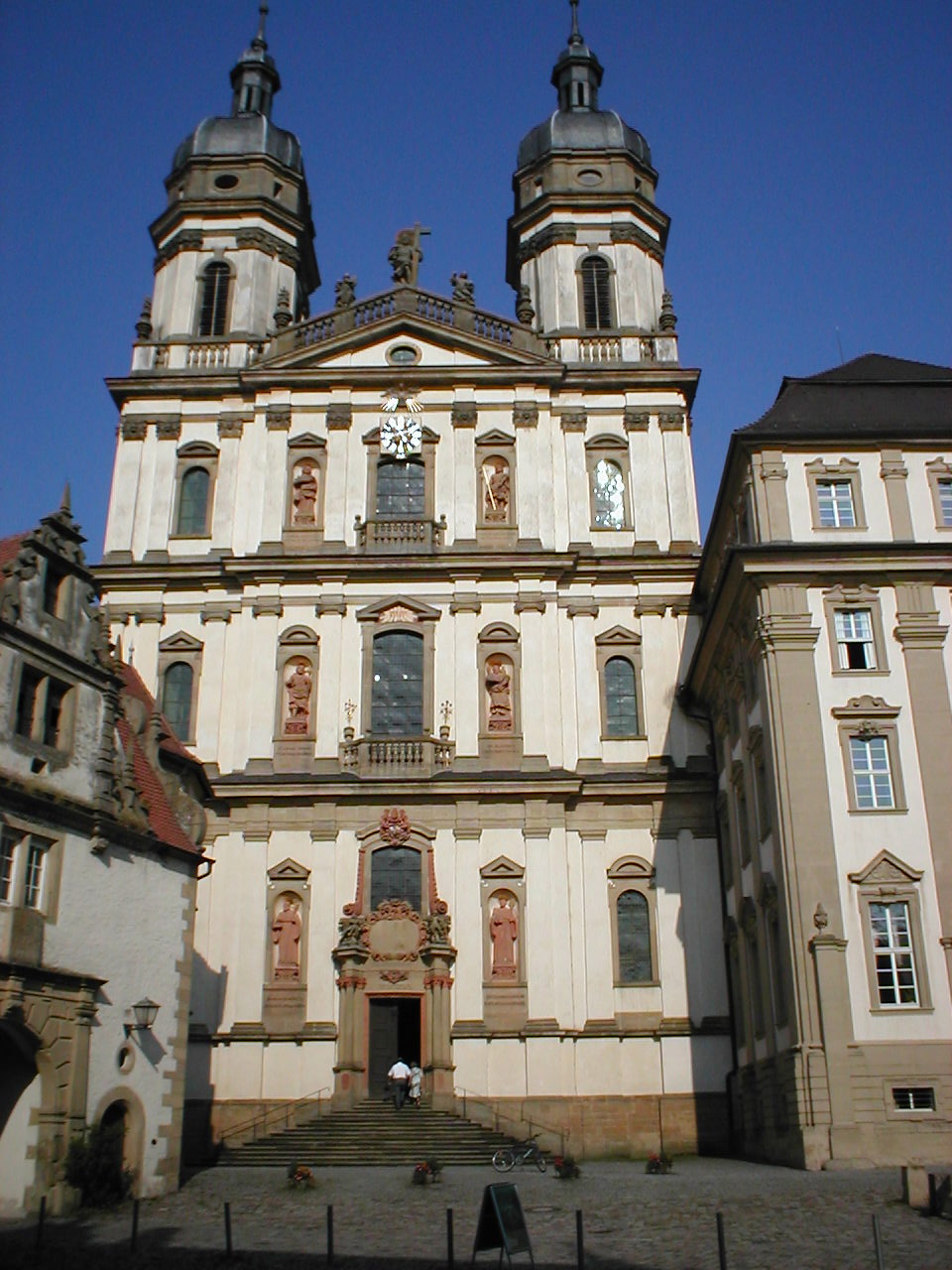
Die barocke Klosterkirche von außen

Das Kloster wurde 1153 als Filialkloster des Klosters Maulbronn von Wolfram I. von Bebenburg in Neusaß gegründet. Nach Wolfgang Hartmann war Wolfram ein Angehöriger der edelfreien Herren von Weinsberg. 1157 bis 1163 erfolgte unter dem ersten Abt Herwig bereits der Umzug ins wenige hundert Meter entfernte „schöne Tal“ der Jagst, da das ursprüngliche Gelände in Neusaß sich als ungünstig erwiesen hatte. Auf das Jahr 1163 datiert die erste Nennung unter dem Namen „speciosa vallis“ und für 1228 ist erstmals die deutsche Übersetzung „Sconendahl“ schriftlich fixiert. Das Gelände in Schöntal stellten die Herren von Berlichingen zur Verfügung, die im Gegenzug das Recht der Grablege im Kreuzgang des Klosters erhielten. Im Ostflügel des Kreuzgangs ist auch Götz von Berlichingen begraben. Das Kloster stand unter dem Schutz des Bischofs von Würzburg.
Zunächst entwickelte sich die Zisterze gut, so war sie bereits seit 1177 in Heilbronn begütert. Das Kloster kam aber bereits zu Beginn des 13. Jahrhunderts in Finanznöte. Die Mutterabtei Maulbronn, die sich selbst in Schwierigkeiten befand, übergab Schöntal daher 1282 an das Kloster Kaisheim, dessen Abt Trutwin 1283 alle Schulden Schöntals tilgte. In der Folge ging es mit Kloster Schöntal wieder aufwärts.
Auf dem Konstanzer Konzil erhielt die Abtei Schöntal im Jahr 1418 die Reichsunmittelbarkeit verliehen, die sie bis 1495 behielt. Es war nun in allen weltlichen Angelegenheiten allein dem Kaiser verantwortlich. Während des Bauernkrieges 1525 wurde Schöntal mehrfach ausgeraubt und erlitt starke Zerstörungen. Im Laufe der Reformation konnte man sich zwar gegen die Aufhebung wehren, die Klostergebäude waren aber inzwischen unbewohnbar geworden. In den Jahren 1617/1618 wurde deshalb unter Abt Theobald Fuchs die Alte Abtei errichtet, in der die Mönche sowie der Abtstrakt untergebracht waren. Während des Dreißigjährigen Krieges wurde das Kloster belagert, schließlich mussten die Mönche 1631 fliehen und das Kloster der mehrfachen Plünderung überlassen. 1648 wurden mehrmals Soldaten in den Abteigebäuden einquartiert.
Unter Abt Benedikt Knittel (Abt von 1683 bis 1732) erlebte das Kloster eine neue Blüte. Er ließ die barocke Abteikirche errichten, zu der Leonhard Dientzenhofer die Grundplanung lieferte. Auch Teile des palastartigen Konventsgebäudes ließ Knittel erbauen, dazu die Kreuzbergkapelle und unzählige weitere (Wirtschafts-)Gebäude in Schöntal selbst wie auch in den weit verstreuten Klosterdörfern. Im Kloster lebten etwa 40 Mönche, dazu kamen etwa 30 Konversen (Laien), die außerhalb des Klosters nach mönchischem Vorbild lebten.
Die Zisterzienserabtei wurde 1802 säkularisiert, indem sie vom Königreich Württemberg besetzt wurde. Die Klostereinrichtung wurde nach Stuttgart verbracht und die Gebäude zunächst als Oberamt genutzt. Von 1810 bis 1975 beherbergte Kloster Schöntal das Evangelisch-theologische Seminar, eine evangelische Klosterschule. Zu den ersten Lehrern zählte Johann Georg Hutten. Heute werden die Gebäude von der katholischen Diözese Rottenburg-Stuttgart als Tagungshaus, als Waldschulheim für Schulen sowie als Rathaus der Gemeinde Schöntal genutzt. Abtei und Klosterkirche können im Rahmen von Führungen besichtigt werden. Über die Geschichte des Klosters informiert eine Dauerausstellung im Informationszentrum. Kloster Schöntal zählt zu den landeseigenen Monumenten und wird von der Einrichtung Staatliche Schlösser und Gärten Baden-Württemberg betreut.

## Äbte
- 1157–1172: Herwicus (Herwig)
- 1172–1186: Heinrich I.
- 1186–1200: Sibodo
- 1200–1216: Albert I.
- 1216–1219: Richalm
- 1219–1222: Gottfried
- 1222–1226: Johannes I.
- 1226–1230: Siegfried
- 1230–1236: Arnold
- 1236–1238: Rupert
- 1238–1240: Albert II.
- 1240–1248: Heinrich II.
- 1248–1269: Hildebrand
- 1270–1284: Thomas
- 1284–1294: Heinrich III.
- 1295–1304: Walchimus von Crailsheim
- 1304–1305: Friedrich von Schöntal
- 1305–1317: Walther von Öhringen
- 1317–1319: Konrad von Weiler[9]
- 1320–1321: Albert III.
- 1321–1365: Reinold
- 1365–1371: Conrad II.
- 1371–1373: Werner
- 1374–1377: Marquard
- 1377–1390: Raban
- 1390–1400: Burckard von Sindringen
- 1400–1407: Heinrich IV. Hirsch
- 1407–1425: Heinrich V. Rosenkaym
- 1425–1445: Heinrich VI. Höfflin
- 1445–1465: Simon Marbach
- 1465–1468: Johannes II. Hübner
- 1468–1486: Bernhard
- 1486–1492: Johannes III. Hoffmann
- 1492–1511: Georg Hertlin
- 1511–1535: Erhard (Eberhard) Oeser
- 1535–1537: Elias Wurst
- 1537–1557: Sebastian I. Stattmüller
- 1557–1583: Sebastian II. Schantzenbach
- 1584–1607: Johannes IV. Lurtz
- 1607–1611: Theobald I. Koch
- 1611–1626: Theobald II. Fuchs
- 1626–1633: Sigismund Fichtel (Fichtling)
- 1634–1635: Christoph Haan (erste Amtszeit)
- 1635–1636: Johannes Leonhard Meinhart
- 1636–1675: Christoph Haan (zweite Amtszeit)
- 1675–1683: Franziskus Kraff(t)
- 1683–1732: Benedikt Knittel
- 1732–1761: Angelus Münch
- 1761–1784: Augustin Brunnquell
- 1784–1802: Maurus Schreiner

## Klosteranlage
Zur Anlage gehören neben der Barockkirche mit ihrer reichen Ausstattung und dem ebenso prunkvollen Konventsgebäude zahlreiche Wirtschaftsgebäude, Torhäuser, der „Mohrenbrunnen“, ein großer Klostergarten sowie ein Friedhof mit barocker Friedhofskapelle und Mesnerhaus auf dem neben dem Kloster liegenden Kreuzberg. Im Sommer finden in der Klosterkirche Konzerte im Rahmen des Hohenloher Kultursommers statt. Ebenfalls zum Kloster zählt die wenige hundert Meter entfernte Wallfahrtskapelle Neusaß.

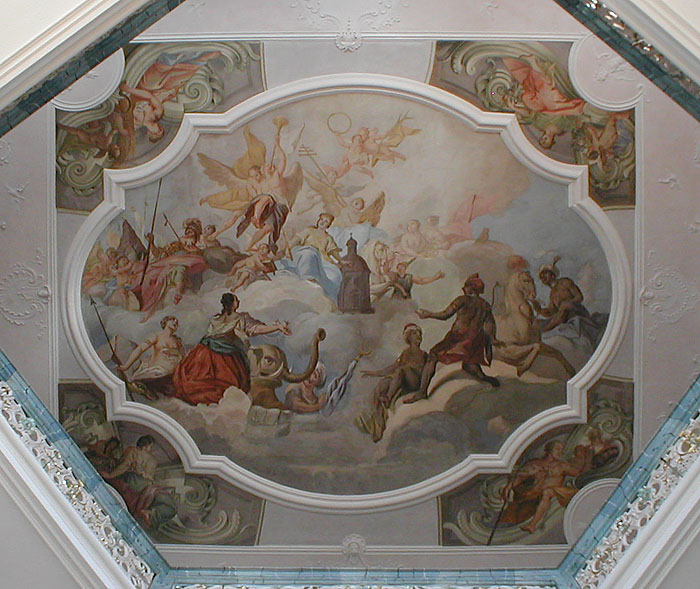
Deckengemälde im Treppenhaus des Konvents
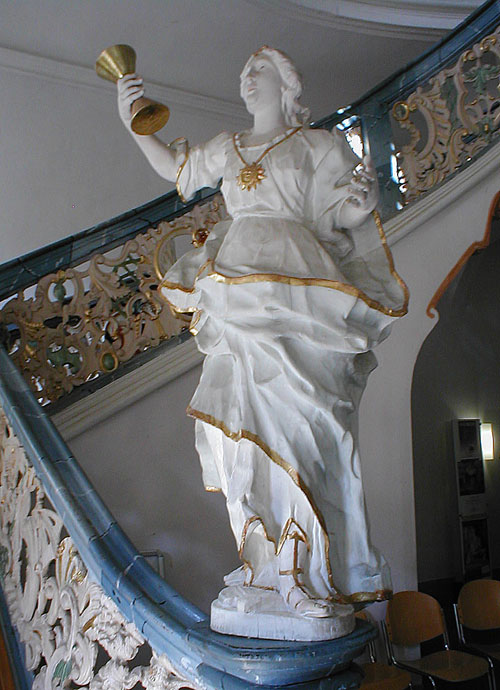
Barockstatue im Treppenhaus des Konvents
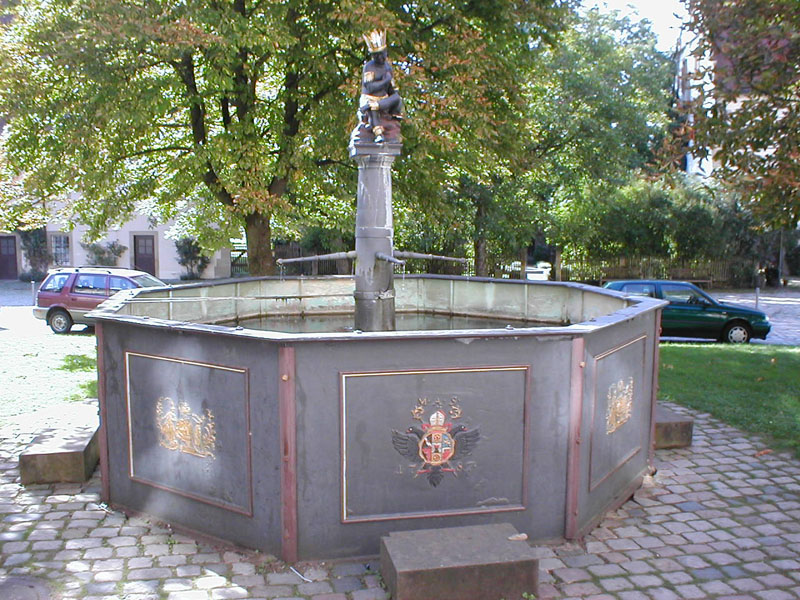
„Mohrenbrunnen“
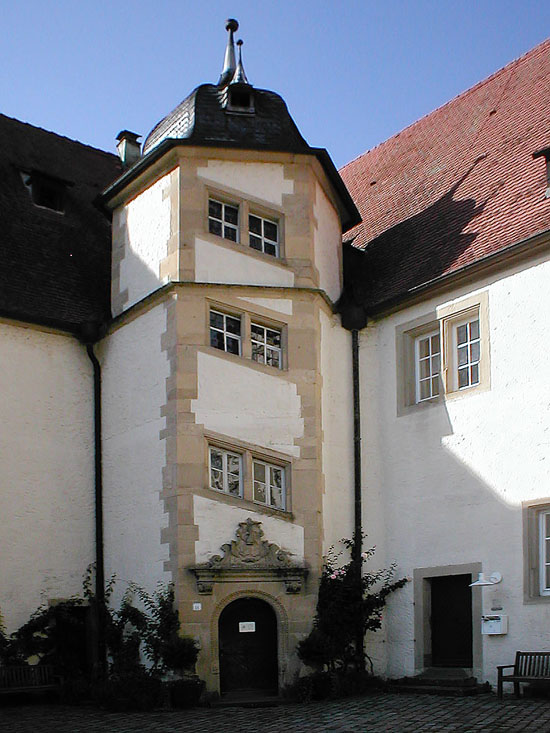
Treppenturm
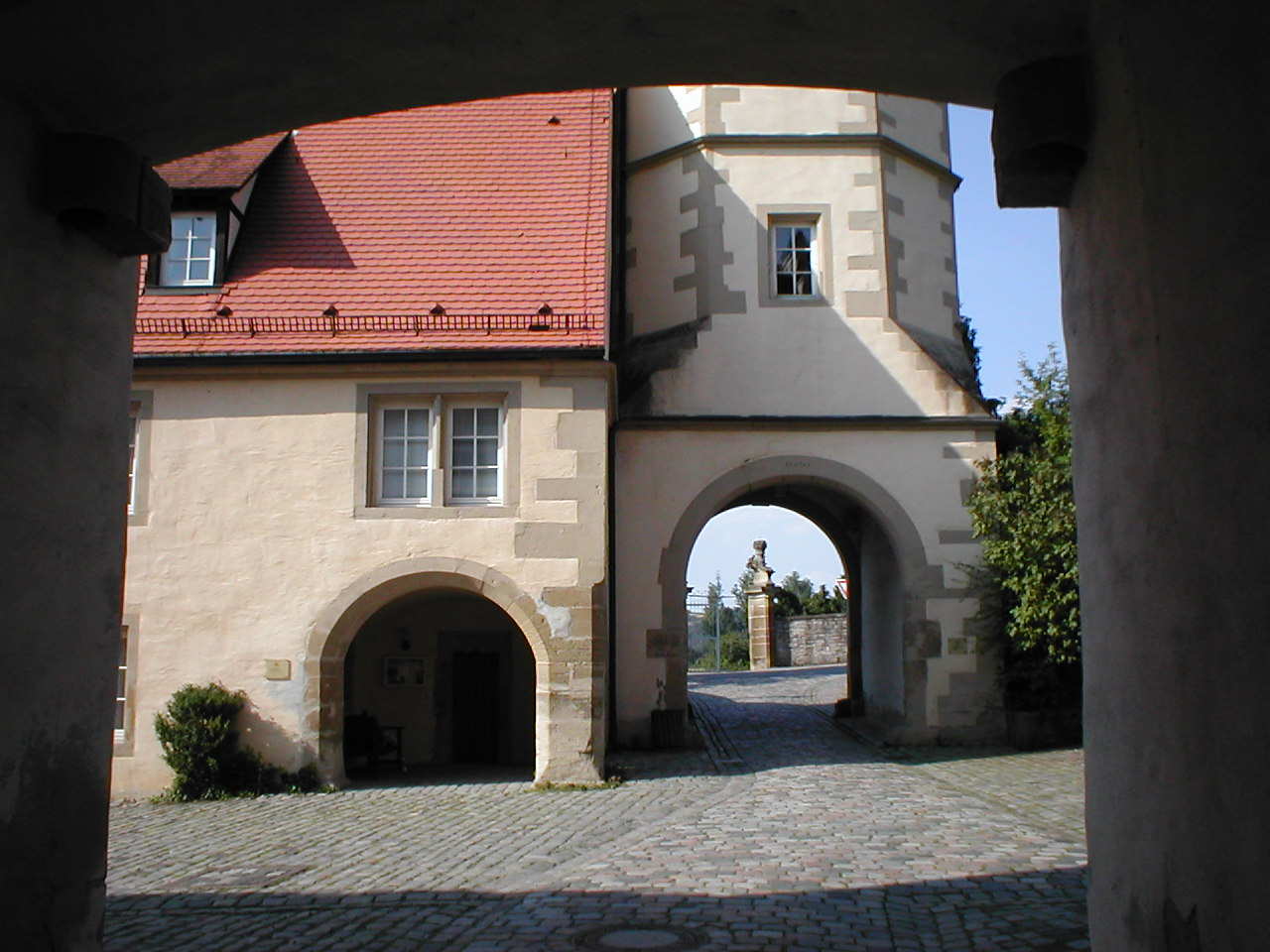
Tore im Kloster Schöntal
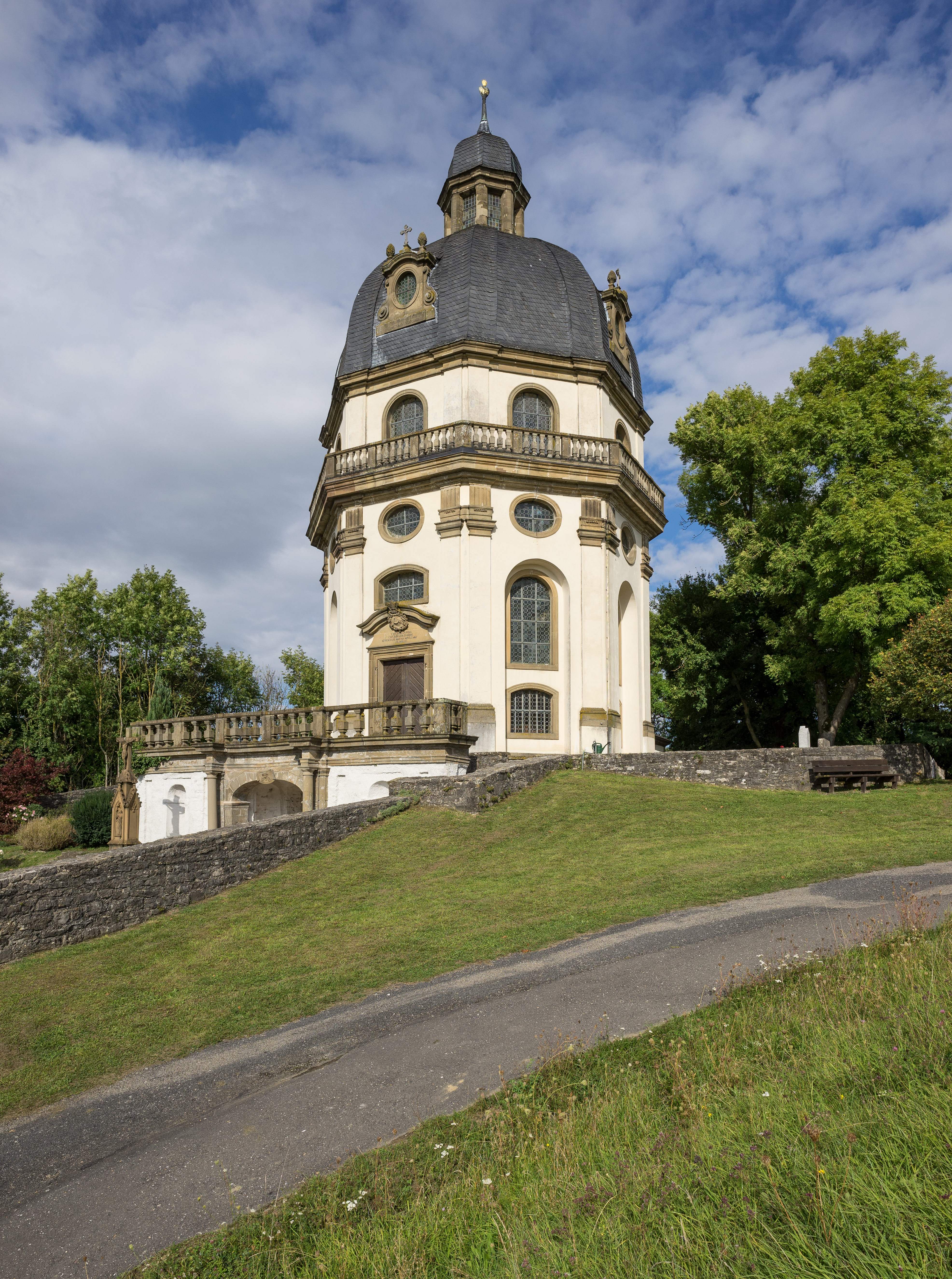
Barocke Friedhofskapelle
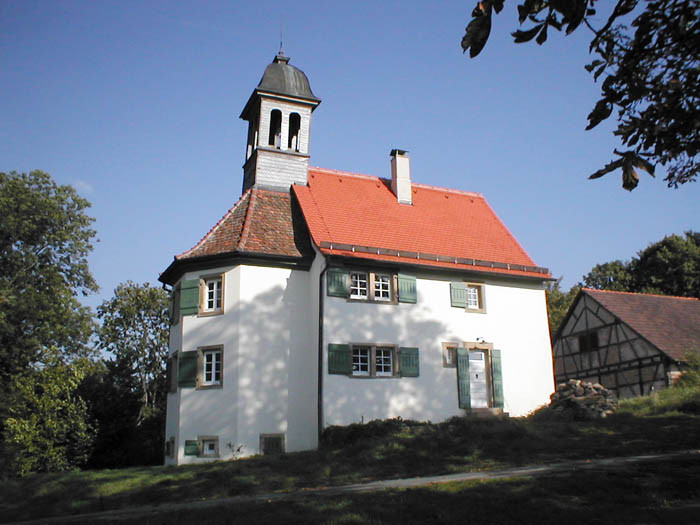
Mesnerhaus auf dem Kreuzberg
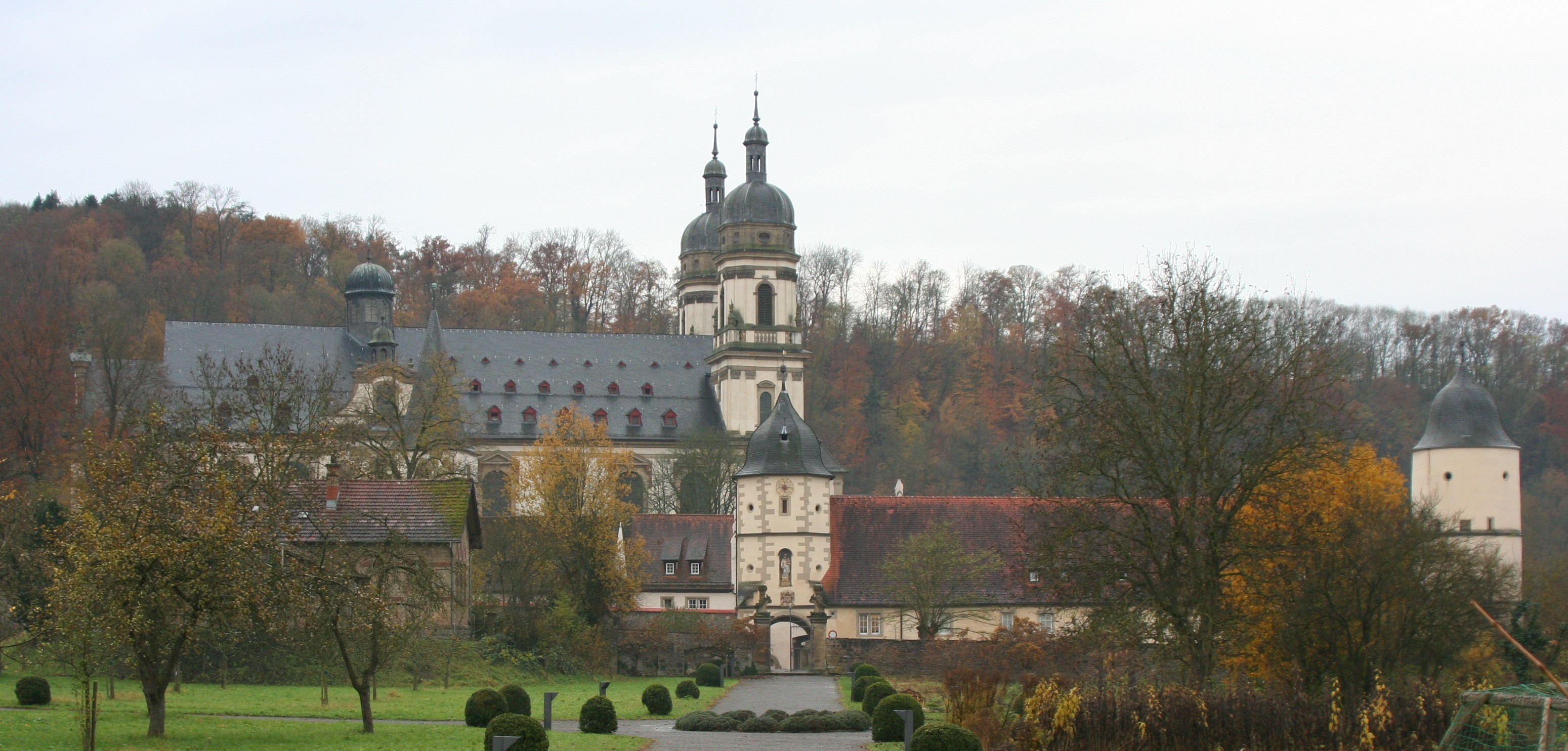
Das Kloster vom Abteigarten im Norden gesehen

## Klosterkirche

### Geschichte
Abt Benedikt Knittel beauftragte den Baumeister Leonhard Dientzenhofer mit der Planung einer neuen Klosterkirche. Am 2. April 1707 wurde der Kontrakt über das Langhaus als erstem Bauabschnitt geschlossen. Dientzenhofer starb im November 1707 noch vor Baubeginn. Ein Schwipp-Schwager und Palier Dientzenhofers, der Maurer- und Werkmeister Jacob Ströhlein, konnte den Neubau dann im Frühjahr 1708 nach Dientzenhofers Plänen beginnen. Diese sahen eine dreischiffige Hallenkirche mit Doppelturmfassade vor, zwei außergewöhnliche Architekturmerkmale, die genetische Spuren des Entwurfsprozesses erkennen lassen. Zum einen war es Zisterziensern eigentlich durch die Ordensregel verboten, ihre Klosterkirchen mit einem vom Boden auf gemauerten Turm zu versehen. Vorgeschrieben waren hölzerne Dachreiter. Diese Regel wurde zwar im prunkliebenden Barock ab und an gebrochen, jedoch eher selten. Gleich zwei Türme zu errichten, war noch seltener. Einen solchen Fall stellt die Zisterzienserabteikirche zu Waldsassen dar, die einige Jahre vorher der ältere Bruder Leonhard Dientzenhofers, Georg Dientzenhofer, errichtet hatte und auf deren Baustelle auch Leonhard gearbeitet hatte. Dies ist die eine Traditionslinie für den Schöntaler Neubau. Zum anderen überrascht die für die Barockzeit sehr seltene Hallenform, die sich nicht aus der bayerisch-böhmischen Architekturtradition der Dientzenhofer herleiten lässt. Hierfür stand offenbar ein anderer Solitärbau in der Region Pate: die seit 1706 in Planung befindliche, ab 1707 errichtete Ritterstiftskirche St. Nikolaus und St. Maria auf der Comburg bei Schwäbisch Hall, ein Werk des Vorarlberger Baumeisters Joseph Greissing. Es standen seinerzeit sowohl Kloster Schöntal als auch das Stift Comburg unter dem geistlichen Schirm des Bistums Würzburg, wo Greissing als Hofbaumeister tätig war. Wie dieser Ideentransfer in der frühen Planungsphase im Einzelnen geschah, liegt im Dunkeln, doch rief man schließlich nach weiteren Schwierigkeiten im Bauverlauf dann im Jahre 1710 Joseph Greissing persönlich nach Schöntal. Dieser griff in die Fassadenplanung ein und vollendete die oberen Turmgeschosse samt ihren Kuppeln und Laternen ganz in seinem Stil. Greissings Firma – er war gleichzeitig Baugroßunternehmer in Würzburg – fertigte bis 1712 neben den Turmkuppeln auch das enorme Dachwerk über dem Kirchenschiff, die Glockenstühle und Treppeneinbauten. Die Einwölbung geschah anschließend, Jacob Ströhlein war 1711 inzwischen ebenfalls verstorben, durch einen weiteren Schwager Dientzenhofers, den aus Windigsteig in Niederösterreich stammenden Maurermeister Bernhard Schießer. Dieser hatte, wie seinerzeit Leonhard Dientzenhofer, auch auf der Baustelle in Waldsassen gearbeitet, wo er ab 1691 Baumeister gewesen war. Entgegen Leonhard Dientzenhofers Planungen wölbte Schießer das Schöntaler Langhaus 1711 nun mit Hängekuppeln, so, wie es Greissing kurz vorher auf der Comburg über der Vierung getan hatte. Auch dies spricht für eine direkte Einflussnahme Joseph Greissings auf die Schöntaler Planungen, spätestens seit seiner archivalisch belegten Anwesenheit auf der Baustelle ab 1710. Für die Vierung in Schöntal errichtete Schießer dagegen – anscheinend nach eigenen Entwürfen, denn Greissing war 1721 verstorben – eine hohe, vermutlich recht massive Tambourkuppel, die jedoch kurz nach ihrer Vollendung 1724 bereits einsturzgefährdet war und abgetragen werden musste. Noch im selben Jahr war Bernhard Schießer gezwungen, seinen Abschied zu nehmen. Zwei Tiroler Maurerpaliere, Mathes und Johannes Zobel, beseitigten die Bauschäden, welche vor allem auch an den Vierungspfeilern entstanden waren. Sie errichteten stattdessen eine Gewicht sparende Kuppel, die nach oben hin in einer leichten Holzkonstruktion der Klosterzimmerleute Caspar Bayerschmidt und Joseph Frantz ausläuft.
Die Verbindung zur Comburger Stiftskirche zeigt sich auch darin, dass man für Schöntal denselben Stuckateur, Johann Bauer aus Heidingsfeld bei Würzburg, engagierte, der eine festlich gediegene, am Würzburger Domstuck orientierte Formensprache bevorzugte. Von der Ausmalung entsprechen lediglich die Deckenfresken im Chor, im Querhaus wie auch in der Kuppel, die der Italiener Luca Antonio Colomba, seinerzeit Württembergischer Hofmaler, mit seinem Gehilfen Giovanni Battista Ferrandini ab 1724 schuf, den gehobenen Ansprüchen von Architektur und Stuckausstattung. Dagegen verlieren sich die übrigen, von den einheimischen Malern Konrad Hoffmann aus Adelsheim und Christian Thalwitzer aus Weikersheim ausgeführten Bilder teils in einem klein-klein, wofür jedoch Abt Knittel selbst mit verantwortlich sein dürfte, der offenkundig einen unbändigen Drang nach Anbringung möglichst vieler Sinnsprüche und eben auch Sinnbilder in sich verspürte.
Bis 1727 war die Ausstattung der dreischiffigen Hallenkirche weitgehend vollendet und Abt Knittel konnte „seine“ Kirche benedizieren, also segnen und damit für den Gottesdienst in Gebrauch nehmen. Die offizielle feierliche Weihe durch den Würzburger Weihbischof Johann Bernhard erfolgte erst 1736. Der Qualität der Architektur ebenbürtig sind dagegen die im Rokoko hinzugekommenen Altäre: Vor allem der elegante Hochaltar von Johann Michael Fischer aus Dillingen aus dem Jahre 1773 mit einem ebenso hochwertigen Altarbild Mariae Himmelfahrt des Flamen Oswald Onghers von 1680 (nach einer Vorlage von Rubens), übernommen aus dem Vorgängerbau. Ebenfalls aus der alten Kirche stammen mehrere wertvolle Renaissancealtäre von Michael II. Kern aus Forchtenberg sowie Figuren von Achilles Kern. Dazu kommen Ausstattungsstücke von vielen weiteren Künstlern, nicht zuletzt das aus der Ludwigsburger Schlosskapelle erst um 1810 hierher auf eine Chorempore transferierte, fein geschnitzte Orgelgehäuse von 1723.

### Würdigung
Insgesamt handelt es sich bei der ehemaligen Abteikirche Schöntal um einen architektonisch gediegenen Bau, dem einige Brüche in der Planungsgeschichte zwar anzusehen sind, die ihn aber gerade auch interessant machen. Vor allem die Lichtfülle und Weiträumigkeit des gut proportionierten Innenraumes überzeugen, während die auf Abt Knittel selbst zurückgehenden vielen Medaillons eine gewisse Unruhe verbreiten und der Gesamtwirkung eher abträglich sind. Nicht umsonst ließ ein Nachfolger Knittels bereits im 18. Jahrhundert die vielen „Bildchen“ übertünchen; deren erneute Freilegung erfolgte bei der Innenrestaurierung 1956/1957. Dieselbe Unruhe begünstigt auch das mit vielen Gold-, Silber- und Farbakzenten versehene Chorgitter, dessen zwischenzeitliche Fassung ganz in Schwarz eher beruhigend gewirkt hatte. Echte Höhepunkte, die den Raumeindruck noch steigern, stellen der elegante Hochaltar und dazu die Seitenaltäre am Choraufgang samt der leuchtenden Chorfresken dar. Obwohl zum Teil viel später hinzugekommen, fügen sie sich in ausgewogenen Formen und edlen Farben in die festliche Halle.

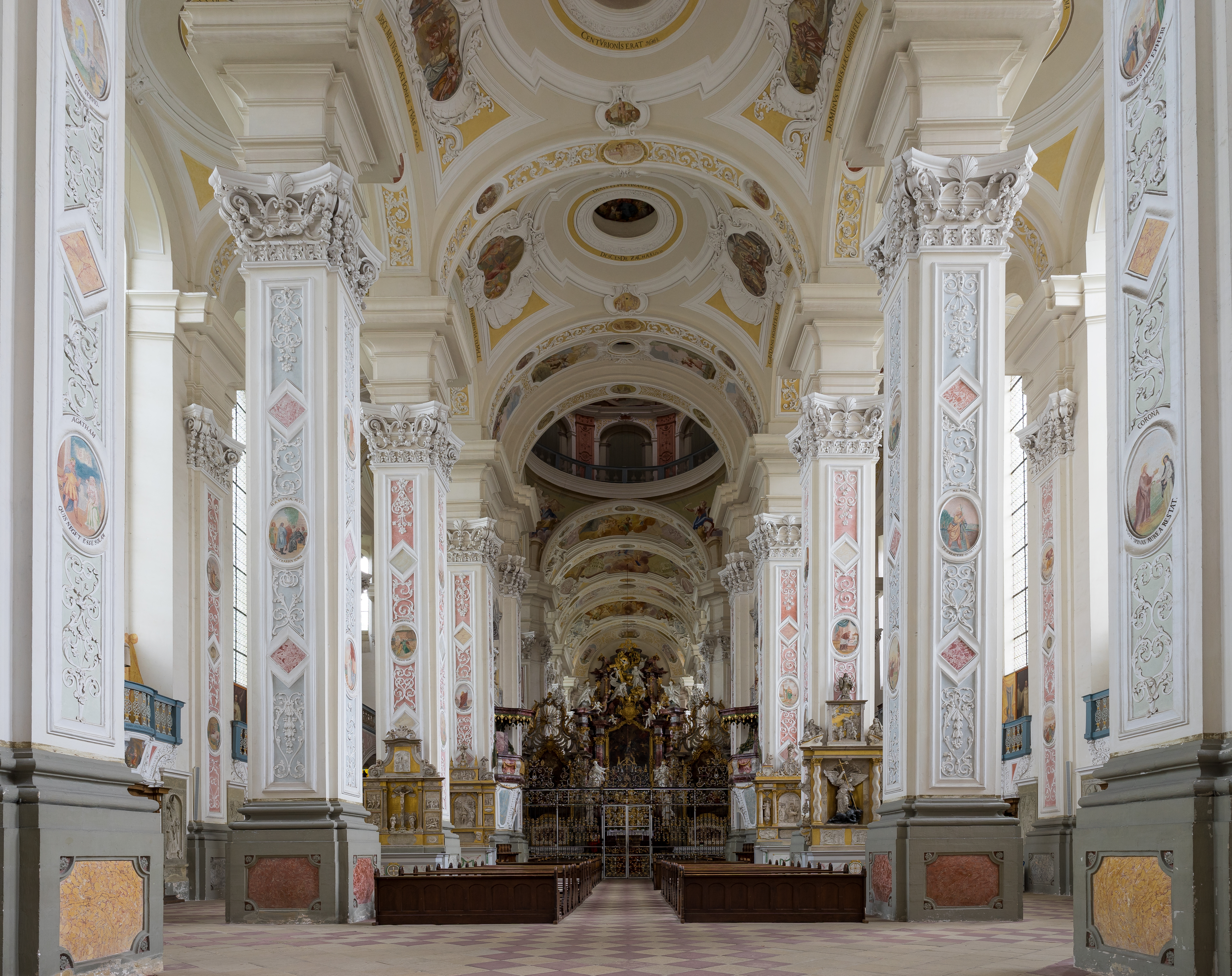
Innenansicht mit Blick zum Altar
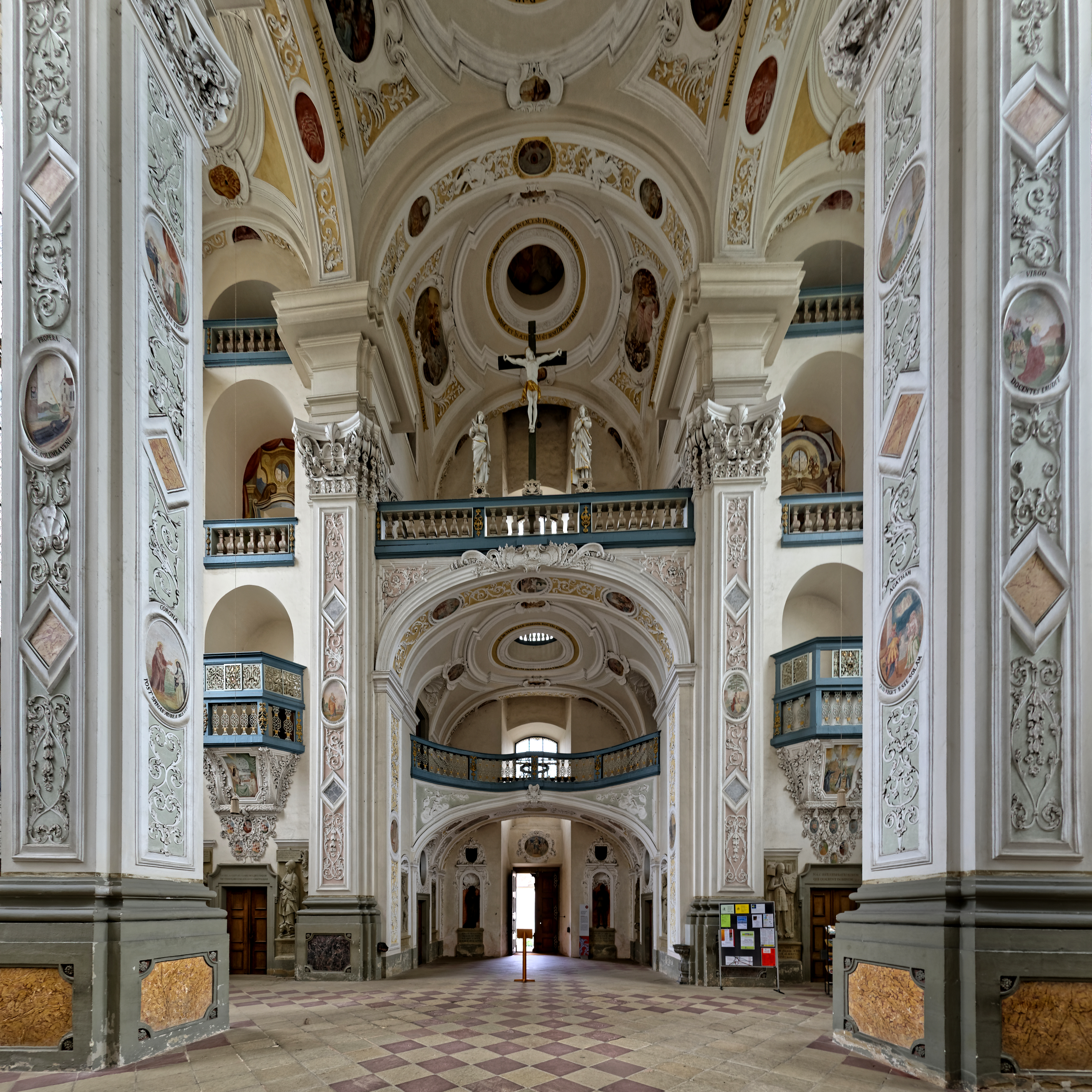
Innenansicht mit Blick zum Eingang
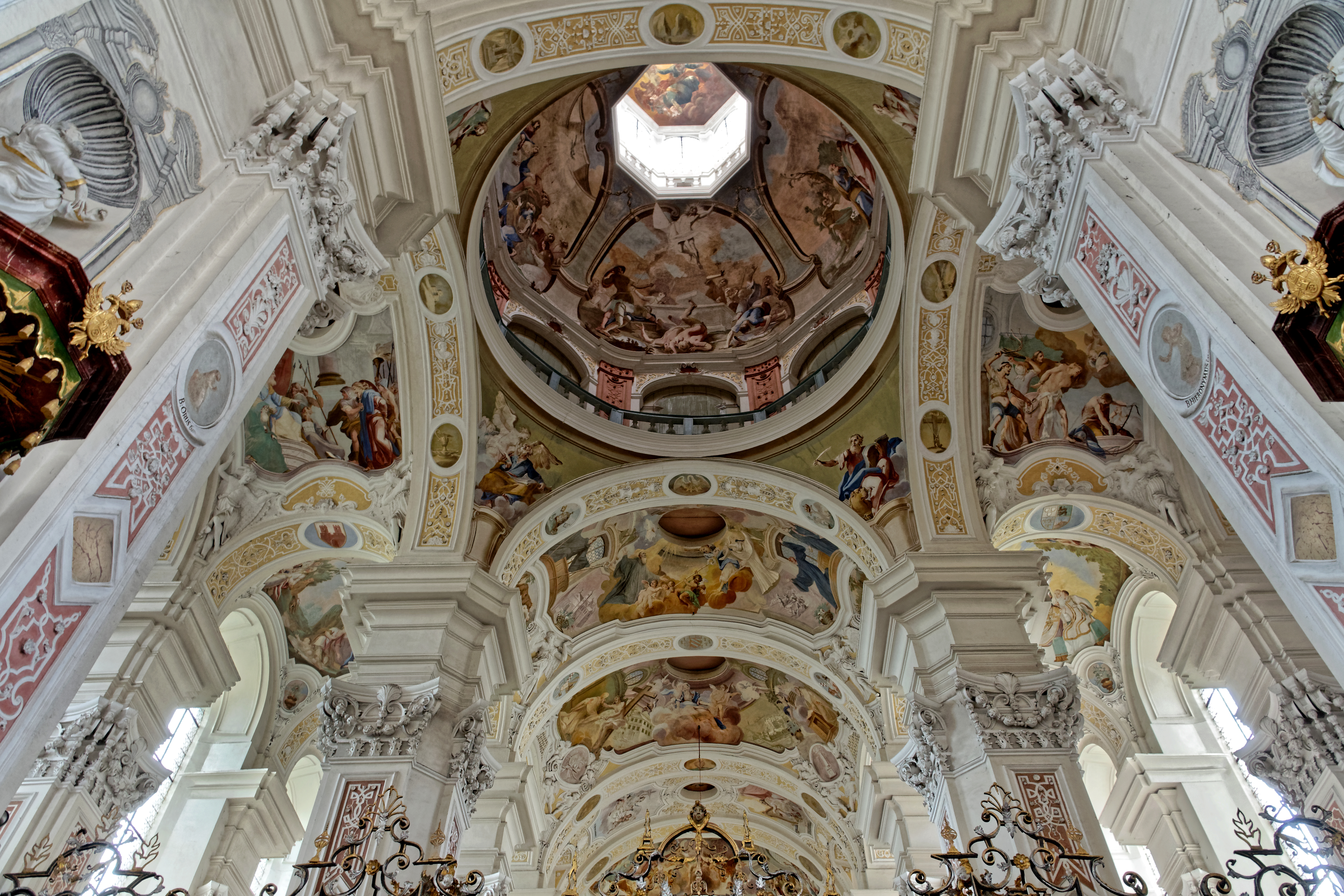
Deckengemälde Klosterkirche
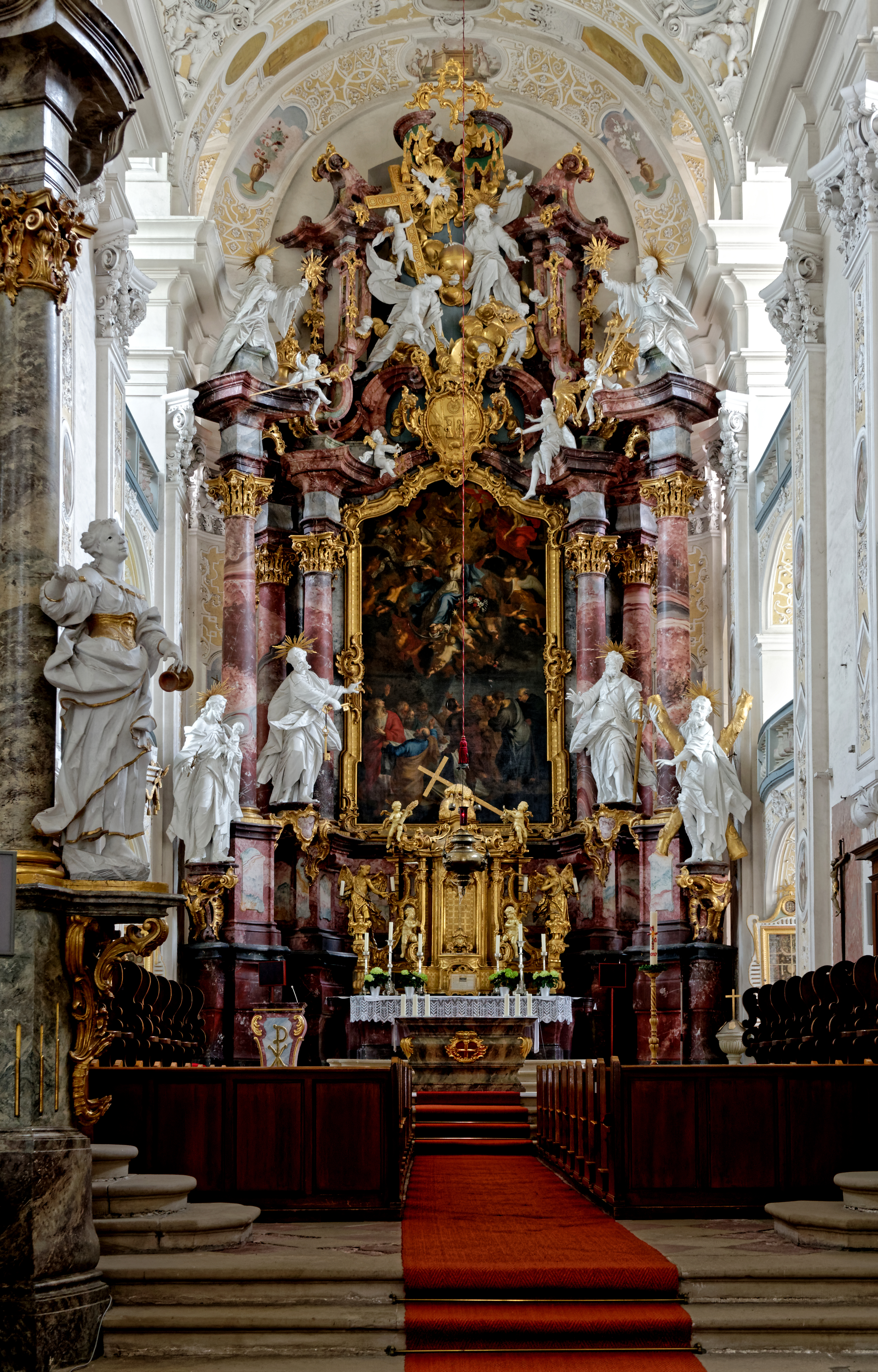
Der barocke Hochaltar
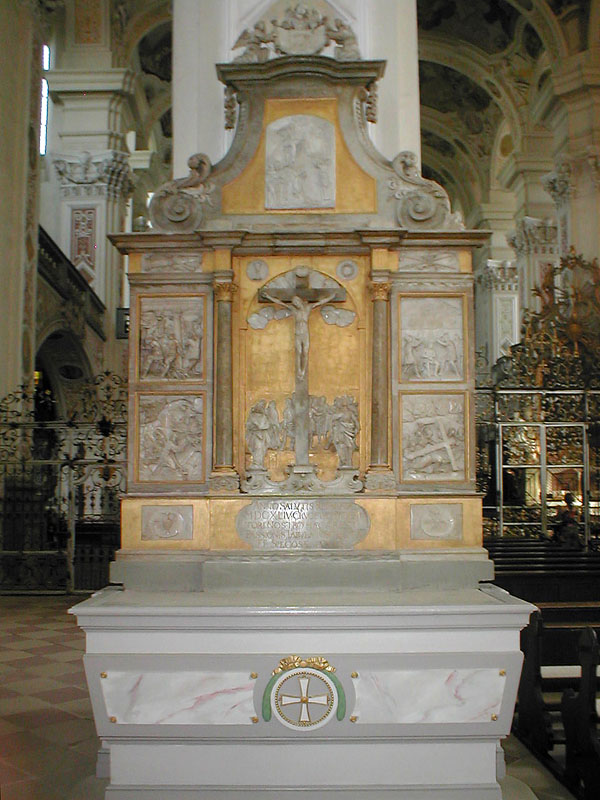
Seitenaltar der Klosterkirche

### Orgel

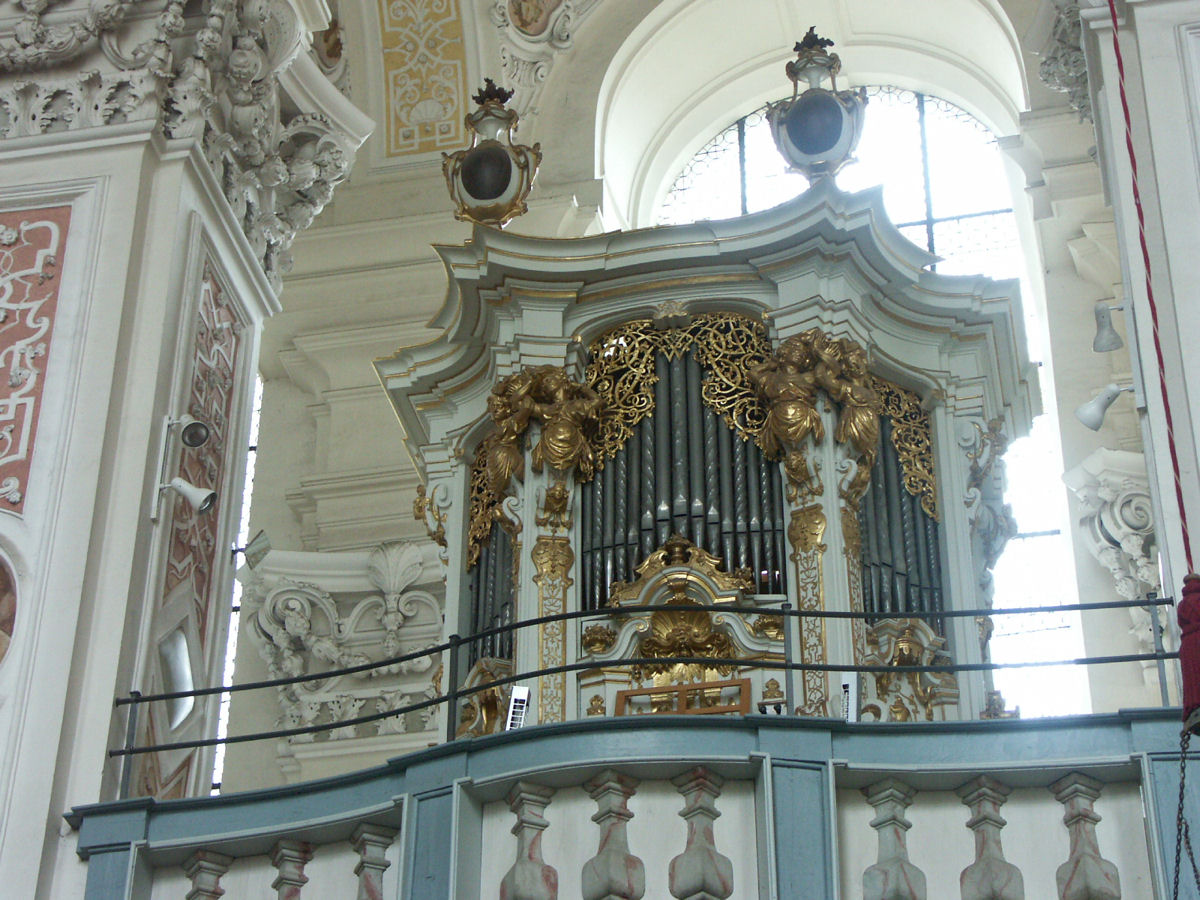
Blick auf die Chororgel

Die Chororgel wurde 1990/1991 von der Orgelbaufirma Rensch (Lauffen/N.) erbaut, wobei vorhandenes Pfeifenmaterial wiederverwendet wurde. Gehäusefront und Prospektpfeifen stammen von einem Instrument aus dem Jahre 1723, das bis 1810 in der Schlosskirche von Ludwigsburg stand. Das Schleifladen-Instrument hat 23 Register auf zwei Manualen und Pedal und ist nach Kirnberger II (modifiziert) temperiert. Die Balganlage verfügt über zwei Keilbälge und eine Handschöpfanlage. Die Trakturen sind mechanisch.
| I Hauptwerk C–g3 |              |       |
| 1.               | Principal    | 8′    |
| 2.               | Großgedeckt  | 8′    |
| 3.               | Gambe        | 8′    |
| 4.               | Octave       | 4′    |
| 5.               | Fugara       | 4′    |
| 6.               | Kleingedeckt | 4′    |
| 7.               | Quinte       | 2 ⁄3′ |
| 8.               | Octave       | 2′    |
| 9.               | Mixur IV     | 1 ⁄3′ |

| II Brustwerk C–g3 |              |       |
| 10.               | Flauto       | 8′    |
| 11.               | Salicional   | 8′    |
| 12.               | Rohrflöte    | 8′    |
| 13.               | Quintadena   | 8′    |
| 14.               | Prestant     | 4′    |
| 15.               | Flauto trav. | 4′    |
| 16.               | Hörnle II    | 2 ⁄3′ |
| 17.               | Waldflöte    | 2′    |
| 18.               | Pfeifle      | 1′    |
| 19.               | Cymbal III   | 2⁄3′  |
|                   | Tremulant    |       |

| Pedal C–f1 |            |     |
| 20.        | Subbass    | 16′ |
| 21.        | Octavbass  | 08′ |
| 22.        | Choralbass | 04′ |
| 23.        | Fagott     | 08′ |

- Koppeln: II/I, I/P, II/P.

### Glocken
Die Klosterkirche verfügt über ein fünfstimmiges historisches Glockengeläut. Die größte der Kirchenglocken hängt im Düdturm, die anderen vier im Nordturm.
| Glocke | Gießer                                      | Gussjahr | Höhe    | Durchmesser | Schlagton |
| ------ | ------------------------------------------- | -------- | ------- | ----------- | --------- |
| 1      | Nicolaus und Alexander Arnoldt, Dinkelsbühl | 1720     | 1100 mm | 1380 mm     | d′        |
| 2      | Nicolaus und Alexander Arnoldt, Dinkelsbühl | 1726     | 910 mm  | 1140 mm     | fis′      |
| 3      | Stefen Bruncler                             | 1663     | 780 mm  | 950 mm      | a′        |
| 4      | Nicolaus und Alexander Arnoldt, Dinkelsbühl | 1720     | 600 mm  | 800 mm      | h′        |
| 5      | Wolfgang Steger, München                    | 1527     | 540 mm  | 710 mm      | d″        |